# Hada hilaris
Hada hilaris là một loài bướm đêm trong họ Noctuidae.